# Mulde
La Mulde, anche Vereinte o Vereinigte Mulde, è un fiume tedesco, affluente alla sinistra orografica dell'Elba. Essa nasce in Sassonia dalla confluenza della Zwickauer Mulde con la Freiberger Mulde presso Großbothen a sud-est di Lipsia. Non è un fiume navigabile.
Il nome Mulde potrebbe significare Die Mahlende (La macinante) dal numero una volta elevato di mulini presenti lungo il suo corso. Il suo bacino comprende una gran parte della Sassonia.

## Corso
La Mulde scorre passando da Grimma, Nerchau, Trebsen, Wurzen ed Eilenburg. 
Dopo Bad Düben il fiume lascia il territorio sassone e tocca quello della Sassonia-Anhalt. Ad oriente di Bitterfeld uno sbarramento forma il lago Muldestau, fra Pouch e Friedersdorf e quindi scorre attraverso Muldenstein, Jeßnitz, Raguhn e Dessau. Fra Dessau e Roßlau sfocia nell'Elba.
La Mulde raggiunse una triste fama insieme all'Elba, alla Müglitz ed alla Weißeritz durante la cosiddetta "piena dell'Elba" dell'agosto 2002.

## La Mulde nell'arte
L'artista e insegnante d'arte Marion Bekker (* 1958) ha immortalato il paesaggio e l'architettura della valle della Mulde in numerosi dei suoi quadri di stile espressionista.

## Galleria d'immagini

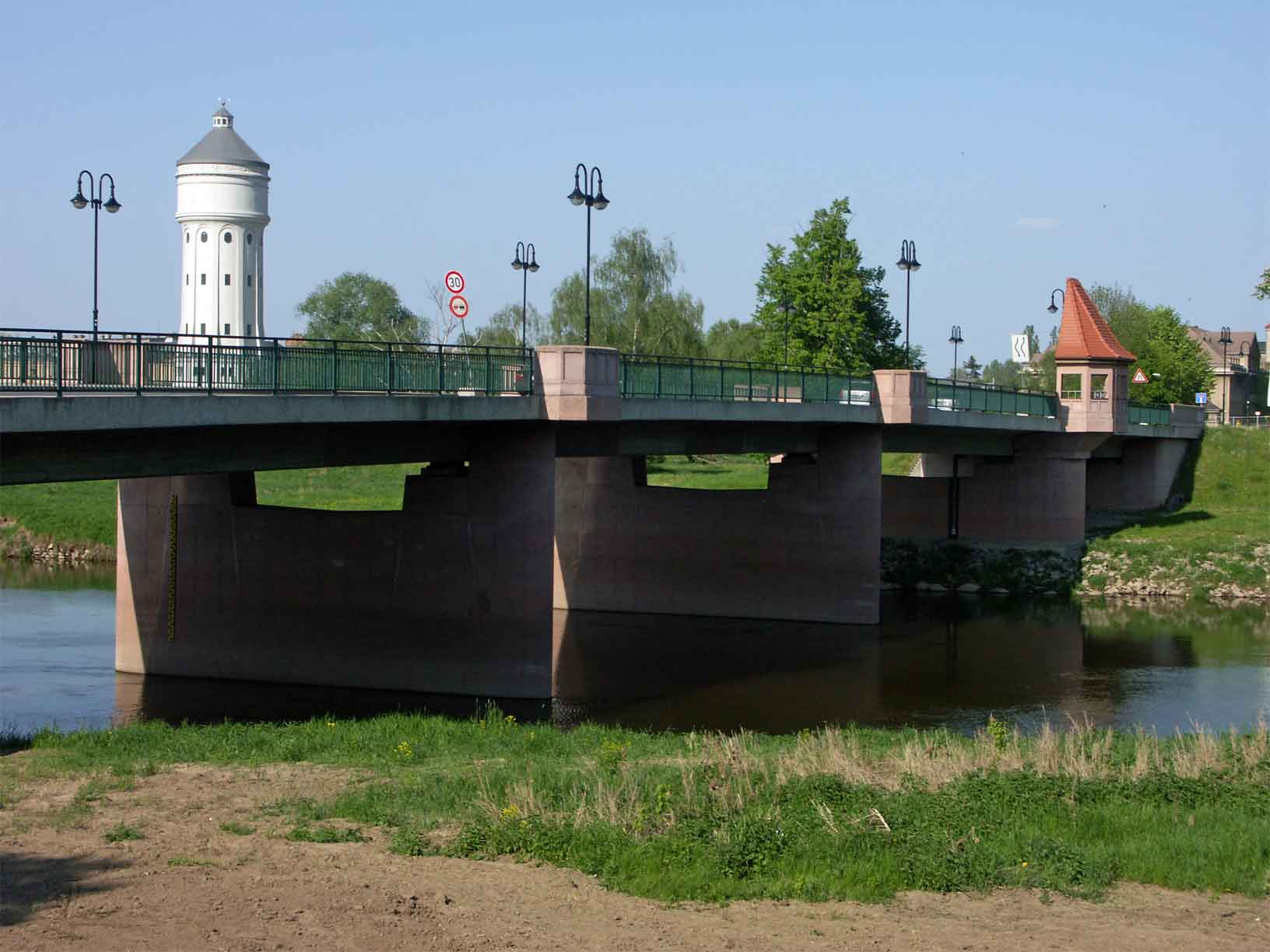
Nuovo ponte sulla Mulde (1999) in Eilenburg
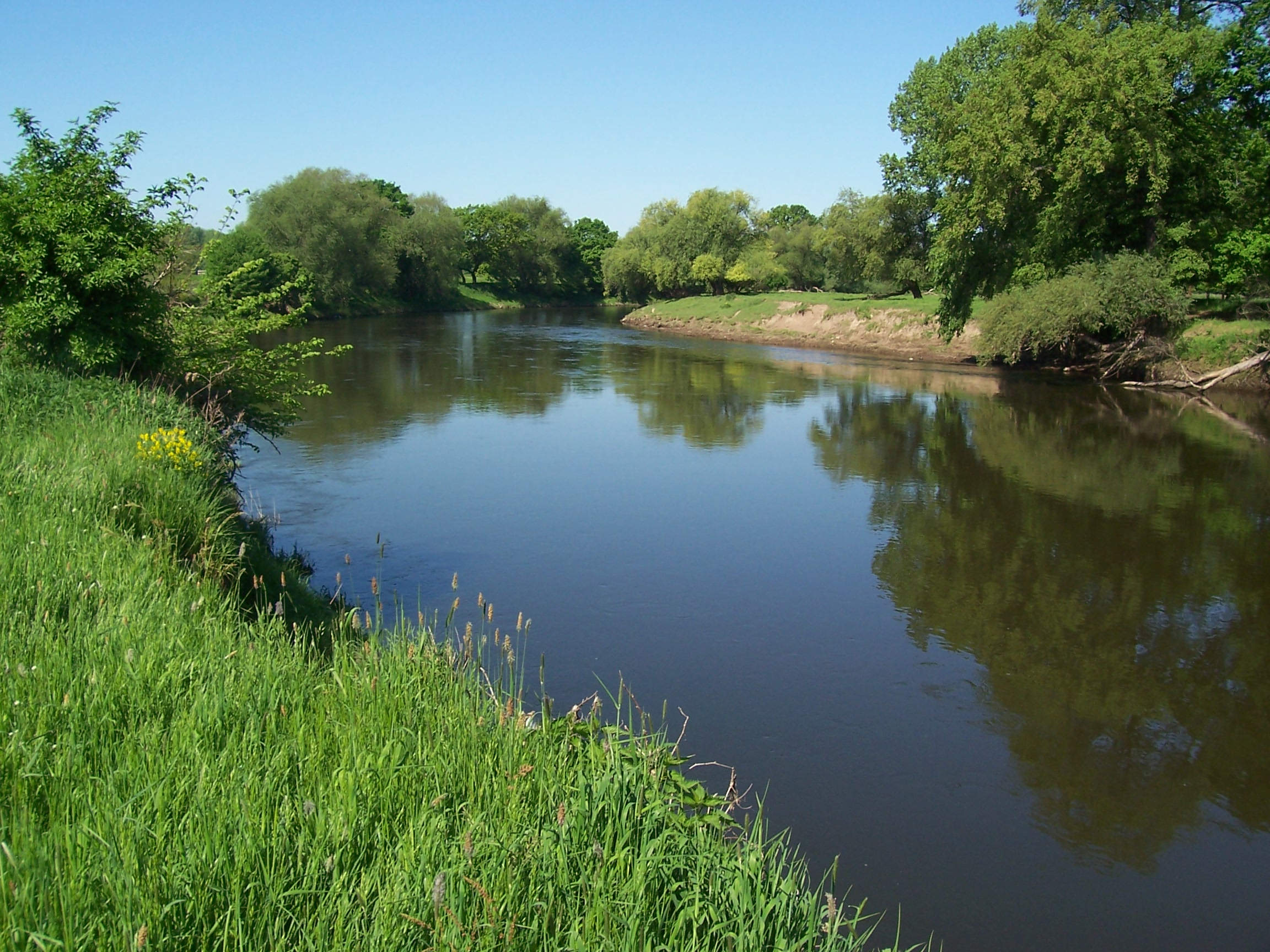
La Mulde presso Eilenburg
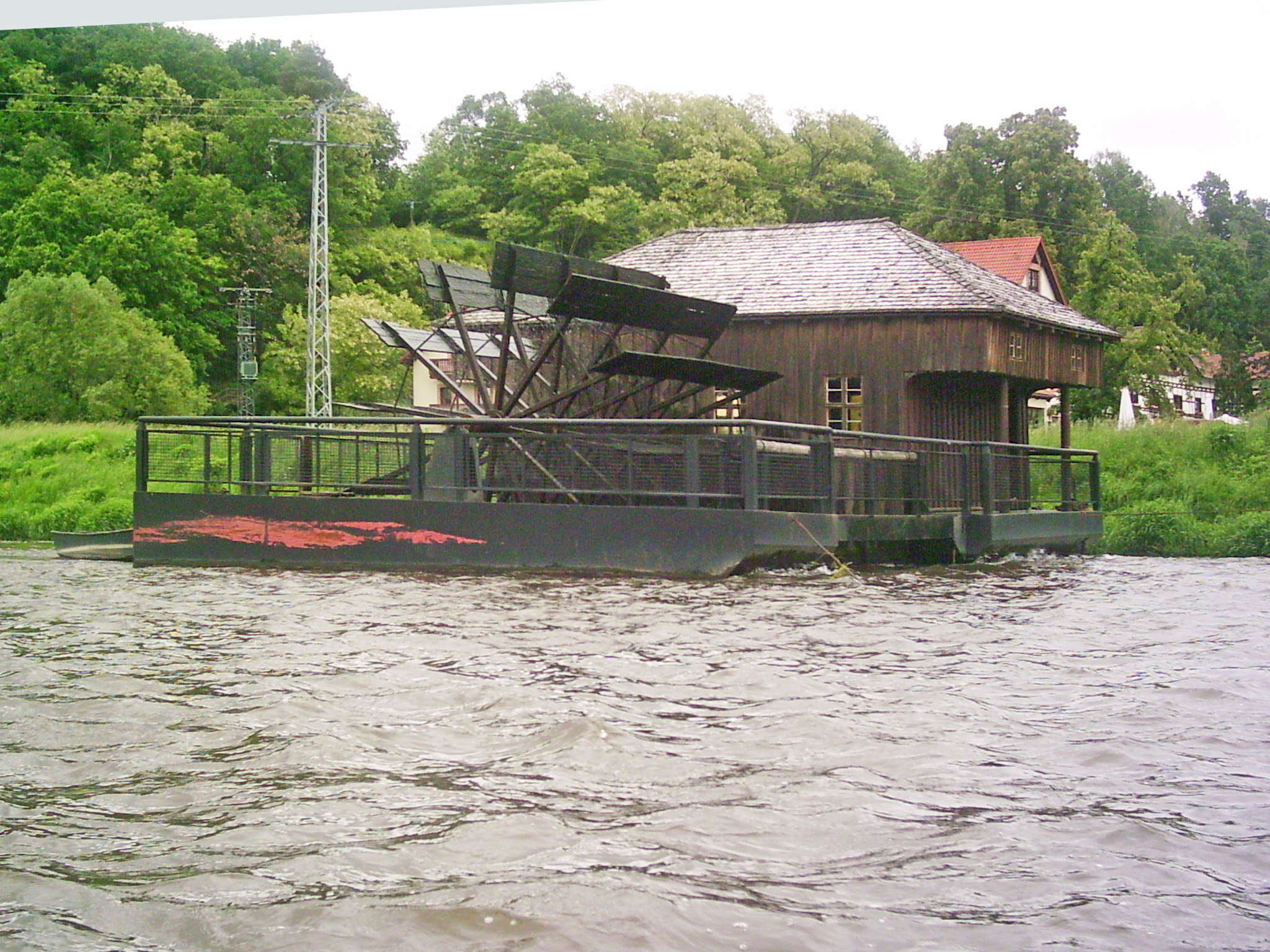
Schiffsmühle Höfgen
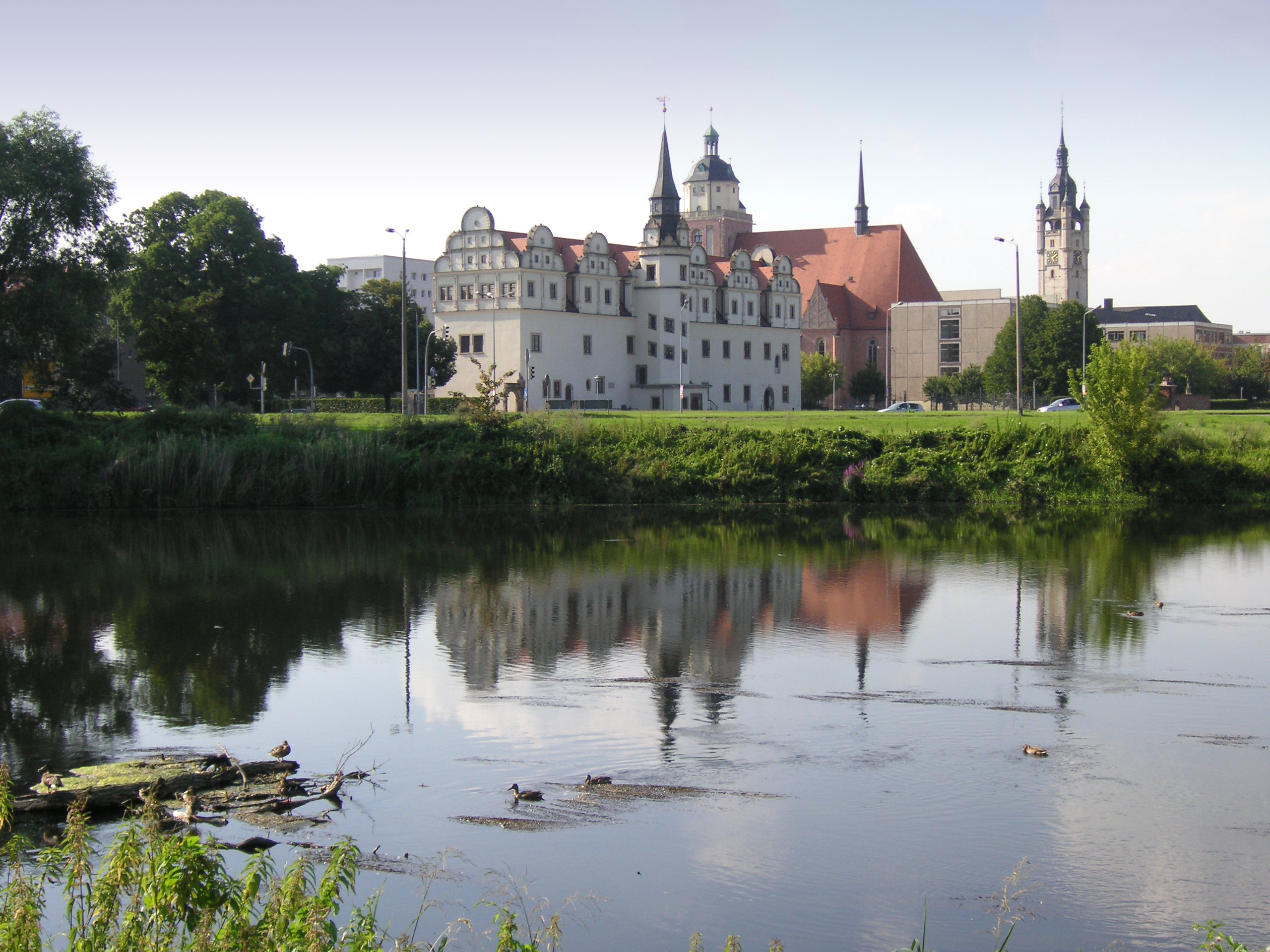
Dessau con la Mulde
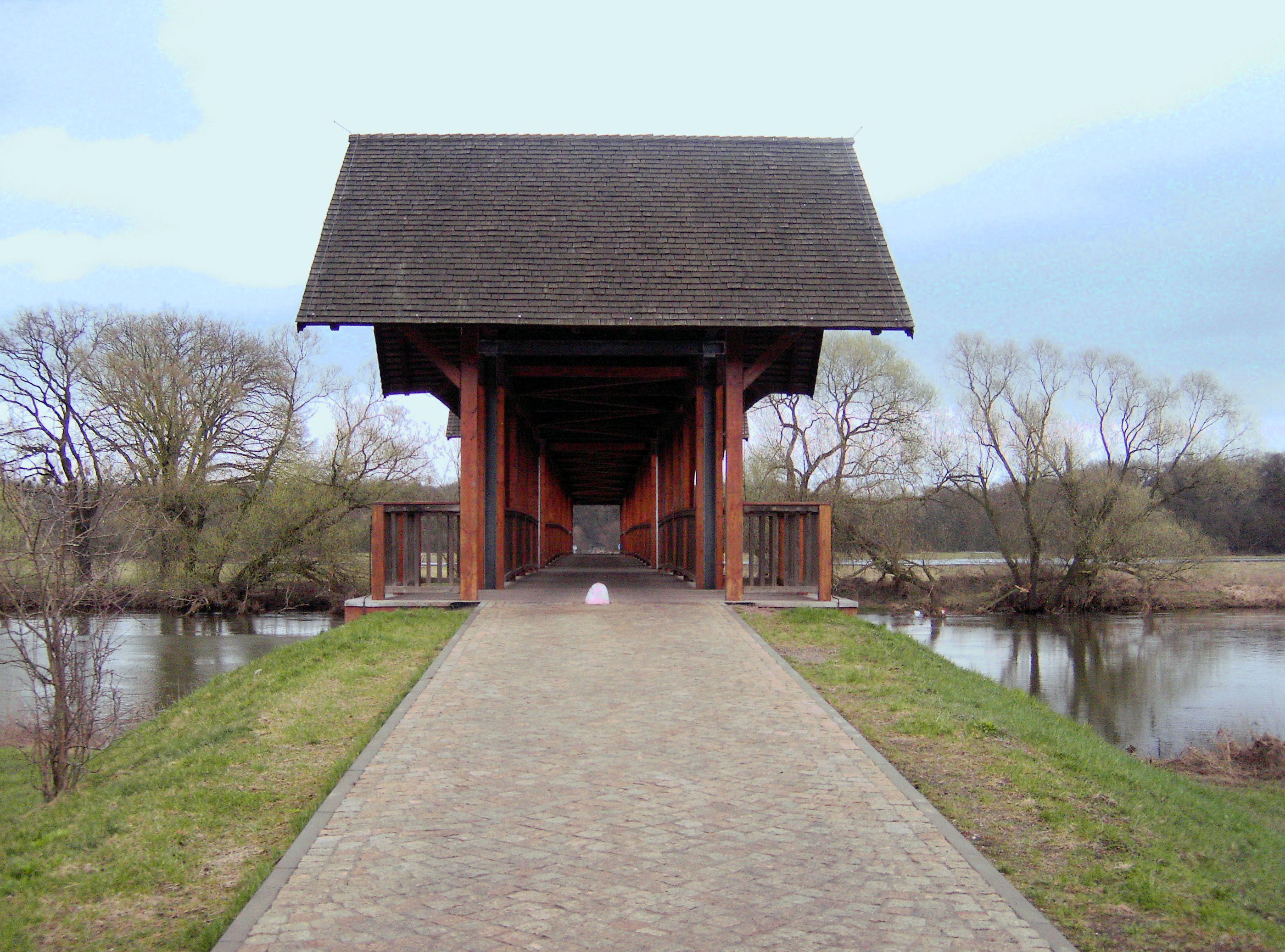
La Mulde presso Dessau
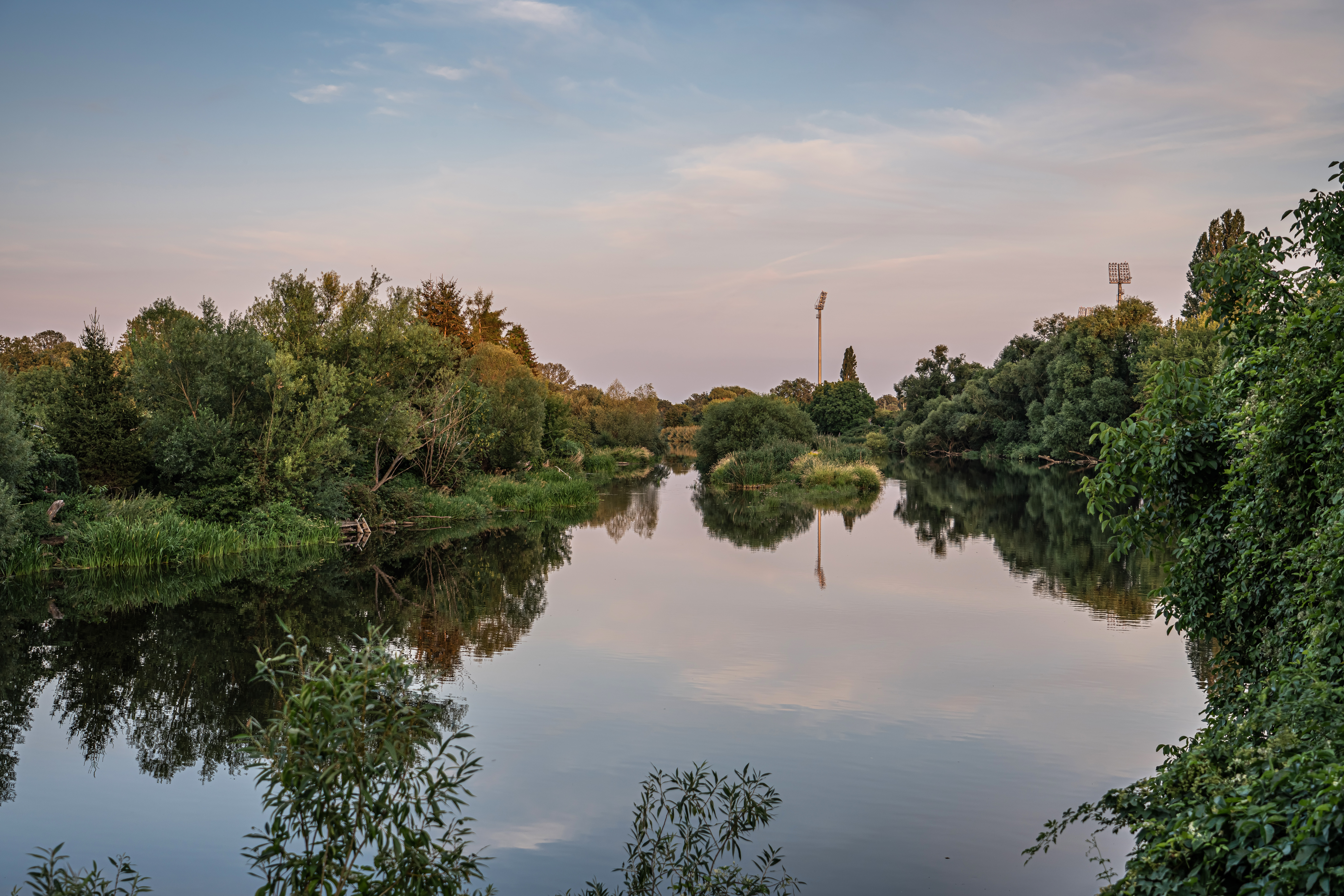
La Mulde presso Dessau